# Drvanja
Drvanja je jednou ze 14 vesnic, které tvoří občinu Benedikt . Ve vesnici v roce 2002 žilo 184 obyvatel.

## Poloha, popis
Sídlo se rozkládá na území Podrávského regionu na východě Slovinska v nadmořské výšce zhruba 265 m. Rozloha obce je 2,98 km2.
V místě stojí malá kaple, která byla postavena zřejmě v roce 1910.
Zeměpisné souřadnice: 46°37′42.74″N 15°52′16.83″E